# Lekkomyślna siostra
Lekkomyślna siostra – utwór komediowy Włodzimierza Perzyńskiego z 1904 roku, będący jego debiutem teatralnym. Treść komedii ośmieszała obłudę i podwójną moralność ówczesnego społeczeństwa na przykładzie jednej rodziny.
Artysta napisał sztukę za namową Stanisława Ostrowskiego. Została ona zaaprobowana przez Tadeusza Pawlikowskiego, dyrektora lwowskiego teatru miejskiego. Wystawiono ją w 1904 roku. W premierowym przedstawieniu wystąpili m.in. Konstancja Bednarzewska, Irena Solska, Ferdynand Feldman i Karol Adwentowicz. 

## Treść
Akcja toczy się w Warszawie na początku XX wieku. Główna bohaterka, Mania, powraca z Wiednia i próbuje odnowić kontakty z rodziną. Jednak rodzina nie akceptuje jej, nie mogąc jej wybaczyć, że przed laty opuściła męża i prowadziła niemoralne życie w Wiedniu. Wkrótce jednak wychodzi na jaw, że Mania odziedziczyła po zmarłym kochanku znaczną fortunę. Wieść ta sprawia, że członkowie rodziny postanawiają jej "wybaczyć" i przyjąć z powrotem pod swój dach. Kiedy jednak okazuje się, że Mania szlachetnie odrzuca spadek, chcąc podkreślić swoje "moralne nawrócenie", krewni znów odwracają się od niej.